# Eagle (Michigan)
Eagle é uma vila localizada no estado americano de Michigan, no Condado de Clinton.

## Demografia
Segundo o censo americano de 2000, a sua população era de 130 habitantes.
Em 2006, foi estimada uma população de 122, um decréscimo de 8 (-6.2%).

## Geografia
De acordo com o United States Census Bureau tem uma área de
0,3 km², dos quais 0,3 km² cobertos por terra e 0,0 km² cobertos por água. Eagle localiza-se a aproximadamente 254 m acima do nível do mar.

## Localidades na vizinhança
O diagrama seguinte representa as localidades num raio de 16 km ao redor de Eagle.